# Advokatbyrå
En advokatbyrå eller juristbyrå är en advokatrörelse som en eller flera advokater bedriver gemensamt.  Med advokatbyrå kan också avses det kontor där rörelsen bedrivs. Advokatbyrå finns i de länder med advokatsystem, oftast kopplat till ett rättssystem av kontinentaleuropeisk typ. Precis som för advokattiteln i sig finns det ofta regler hur advokatbyråverksamheten får startas, bedrias och när den måste läggas ned.
Idag tjänar många advokatbyråer en god portion av sina intäkter från annan affärsverksamhet, genom att erbjuda juridisk rådgivning eller juridikkonsulter.

## Finland
I Finland gäller att alla delägarna behöver vara medlem av Finlands advokatförbund. . Delägande advokater är skyldiga att låta advokatförbundet utöva tillsyn genom inspektion i byrån.
Advokatförbundets tillstånd krävs för den advokat som önskar äga aktier i ett advokataktiebolag, för att ändra bolagsordningen, för att låta suppleanter sitta i advokataktiebolagets styrelse om de inte är advokater samt för att låta ett holdingbolag äga aktier i ett advokataktiebolag.

## Sverige
För advokatbyråer i Sverige måste delägare vara ledamot av Sveriges advokatsamfund.